# Пођо Санта Марија (Л'Аквила)
Пођо Санта Марија (итал. Poggio Santa Maria) је насеље у Италији у округу Л'Аквила, региону Абруцо.
Према процени из 2011. у насељу је живело 281 становника. Насеље се налази на надморској висини од 852 м.